# Pierre Gamarra
Pierre Gamarra (Tolosa, 10 luglio 1919 – Argenteuil, 20 maggio 2009) è stato uno scrittore, poeta e drammaturgo francese.

## Biografia
Pierre Gamarra fu un poeta, romanziere e critico. Fu anche autore di spettacoli teatrali. Il suo lavoro per i giovani è spesso insegnato nelle scuole francesi.

Viene considerato uno degli autori francesi più interessanti per la gioventù, sia in prosa che in poesia. I suoi racconti e poesie sono particolarmente ben noti agli studiosi. Infatti, gli insegnanti di letteratura francese trovano nella sua poesia, in particolare, assonanze mnemoniche notevoli. Questa parte del suo lavoro ha una costante preoccupazione pedagogica: quella di dare al pubblico infantile il piacere del testo. 
Nel 1951, Pierre Gamarra venne sollecitato dagli scrittori Jean Cassou, André Chamson e Louis Aragon ad assumere la responsabilità della redazione della rivista letteraria, Europe, sotto la direzione di Pierre Abraham, al quale successe poi alla testa della rivista nel 1974. Egli fu anche sia critico letterario che collaboratore regolare dell'ebdomadario della CGT, La Nouvelle Vie ouvrière (La nuova vita operaia).

## Opere tradotte in italiano
- L'Avventura del serpente piumato, Torino, Paravia, 1964.
- L'inciadiario de Tolosa, coll. Pieno Vento, traduzione di Diana Bonacossa, Milano, Valentino Bompiani, 1969.
- Il Mistero della Berlurette, traduzione, introduzione e note di Ugo Piscopo, Palermo, G. B. Palumbo, 1972.
- Parole e animali, Roma, Editori riuniti, 1975.
- La Festa dei costumi, Editori riuniti, 1975.
- Impara a leggere, Editori riuniti, 1975.